# Ansgarii-Posten
Ansgarii-Posten var en dagstidning som utgavs i Värmland 14 april 1887 till 31 december 1920. Tidningens tendens var "religiös politisk" eller "frisinnad kristen" (beteckningen varierade).
Ansgarii-Posten grundades i Kristinehamn av boktryckaren och den liberale politikern Fredrik Broström, som vid denna tid också var utgivare för Wermlands Allehanda. Han förblev ansvarig utgivare t. o. m. 1894, då tidningen övertogs av predikanten och riksdagsmannen Karl Otto Andersson med Carl Pehrson som medredaktör. Den tredje och siste huvudmannen var den liberale journalisten och blivande riksdagsledamoten David Ollén, som var redaktör och ansvarig utgivare 1918–1920. Med undantag för en kort period i Karlstad 1918–1919 förblev Kristinehamn utgivningsort.
Tidningen utkom en gång i veckan på onsdagar (på fredagar 28 dec 1888 t.o.m. 1889) fram till 1901, varefter den var tvådagarstidning 1902–1911, fyradagarstidning 1912–1916 och därefter åter tredagarstidning. Upplagan låg oftast på mellan 5 000 och 8 000 exemplar. Efter att ha utgivits som edition till Värmlands-Posten andra halvåret 1920 lades tidningen slutligen ned vid årsskiftet.